# Centurión I Zaccaria
Centurión I Zaccaria (1336-1382) fue un poderoso noble del Principado de Acaya en la Grecia franca. En 1345 sucedió a su padre, Martino Zaccaria, como barón de Damala y señor de la mitad de la Baronía de Chalandritsa, y en 1359 adquirió la otra mitad. En 1370 fue nombrado Gran Condestable de Acaya y recibió también la Baronía de Estamira. También ocupó tres veces el cargo de bailío por los gobernantes angevinos del principado.
Por su matrimonio con una dama de la familia Asen, tuvo los siguientes hijos:
- Andrónico Asen Zaccaria, padre de Centurión II Zaccaria, príncipe de Acaya en 1404-1432
- María II Zaccaria, se casó con Pedro de San Superano, príncipe de Acaya en 1396-1402; María fue la princesa de Acaya por su propio derecho en 1402-1404
- Manuel Zaccaria
- Felipe Zaccaria